# Cairns
Cairns is een Australische stad gelegen in het noordoosten van Queensland; de stad had in 2006 een bevolking van 128.284.
Cairns ligt op ongeveer 1720 km van Brisbane en 2500 km van Sydney, gezien over de weg.

## Geschiedenis
Cairns is gesticht in 1876, om mijnwerkers onderdak te bieden die goud zochten in het Hodgkinson River goudveld en genoemd naar William Wellington Cairns (de toenmalige gouverneur van Queensland). De nederzetting raakte in verval toen een eenvoudigere route werd ontdekt vanaf Port Douglas. De toekomst van Cairns was echter veilig gesteld toen het een spoorverbinding door het Kuranda-regenwoud kreeg en het een belangrijk punt werd in de export van suikerriet, goud, kostbare metalen en landbouwproducten van de omliggende kust- en binnenlandse gebieden.

## Geografie
Cairns is een populaire reisbestemming vanwege het tropische klimaat en de nabijheid van vele attracties. Het Groot Barrièrerif ligt op slechts anderhalf uur reizen per boot. Het Nationaal park Daintree en Kaap Tribulation, op ongeveer 130 km ten noorden van de stad, zijn populaire gebieden om het tropische regenwoud te ervaren. Het is ook een startpunt voor mensen die Cooktown, Kaap York-schiereiland en het Atherton Tableland willen verkennen.
De stad heeft zijn natuurlijke omgeving in het voordeel gebruikt door een aantal kleine themaparken voor toeristen te bouwen. Het Tjapukai Aboriginal Cultural Park en de Kuranda Skyrail kabelbaan, die 7,5 kilometer over het regenwoud heen gaat, zijn enkele voorbeelden. Verder werd in 2017 Cairns Aquarium geopend.

## Klimaat
De maximumtemperatuur schommelt tussen de 25 en 31 °C, de minimumtemperatuur tussen de 17 en 23 °C. Het aantal maandelijkse zonuren varieert tussen de 210 en 310.

## Verkeer en vervoer

### Luchthaven
Cairns International Airport wordt geëxploiteerd door Cairns Airport Pty Ltd. (vroeger door de Cairns Port Authority) en ligt 7 kilometer ten noorden van de stad, tussen het centrum en de noordelijke stranden. Wat betreft het aantal nationale en internationale passagiersaantallen is het de zesde luchthaven van Australië. In het seizoen 2003-2004 werden drie miljoen passagiers vervoerd. De luchthaven heeft een aparte hal voor binnenlandse en buitenlandse vluchten. De luchthaven is een belangrijke basis voor vluchten op Kaap York-schiereiland en de Golf van Carpentaria gemeenschappen. Cairns Airport is ook een basis voor de Royal Flying Doctors Service.

## Sport
Cairns was in 1996 gastheer van de wereldkampioenschappen mountainbike.

## Stedenbanden
- Hiwasa-Minami (Japan), sinds 1969
- Lae (Papoea-Nieuw-Guinea, Morobe provincie), sinds 1984
- Sidney (Canada, Brits-Columbia), sinds 1984
- Scottsdale (Verenigde Staten, Arizona), sinds 1987
- Riga (Letland), sinds 1990
- Zhanjiang (Volksrepubliek China), sinds 2004
- Oyama (Japan), sinds 15 juni 2006

## Geboren
- Patrick Johnson (26 september 1972), atleet
- Adam Hansen (11 mei 1981), wielrenner
- Zenon Caravella (17 maart 1983), voetballer
- Michael Thwaite (2 mei 1983), voetballer
- Rhys Wakefield (20 november 1988), acteur
- Kotuku Ngawati (16 juni 1994), zwemster
- Jakara Anthony (8 juli 1998), freestyleskiester

Hoofdstad: Brisbane

Steden: Bundaberg · 
Cairns · 
Caloundra · 
Charters Towers · 
Gladstone · 
Gold Coast · 
Hervey Bay · 
Ipswich · 
Logan · 
Mackay · 
Maryborough · 
Mount Isa · 
Rockhampton · 
Thuringowa · 
Toowoomba · 
Townsville